# Ľudovít Štúr

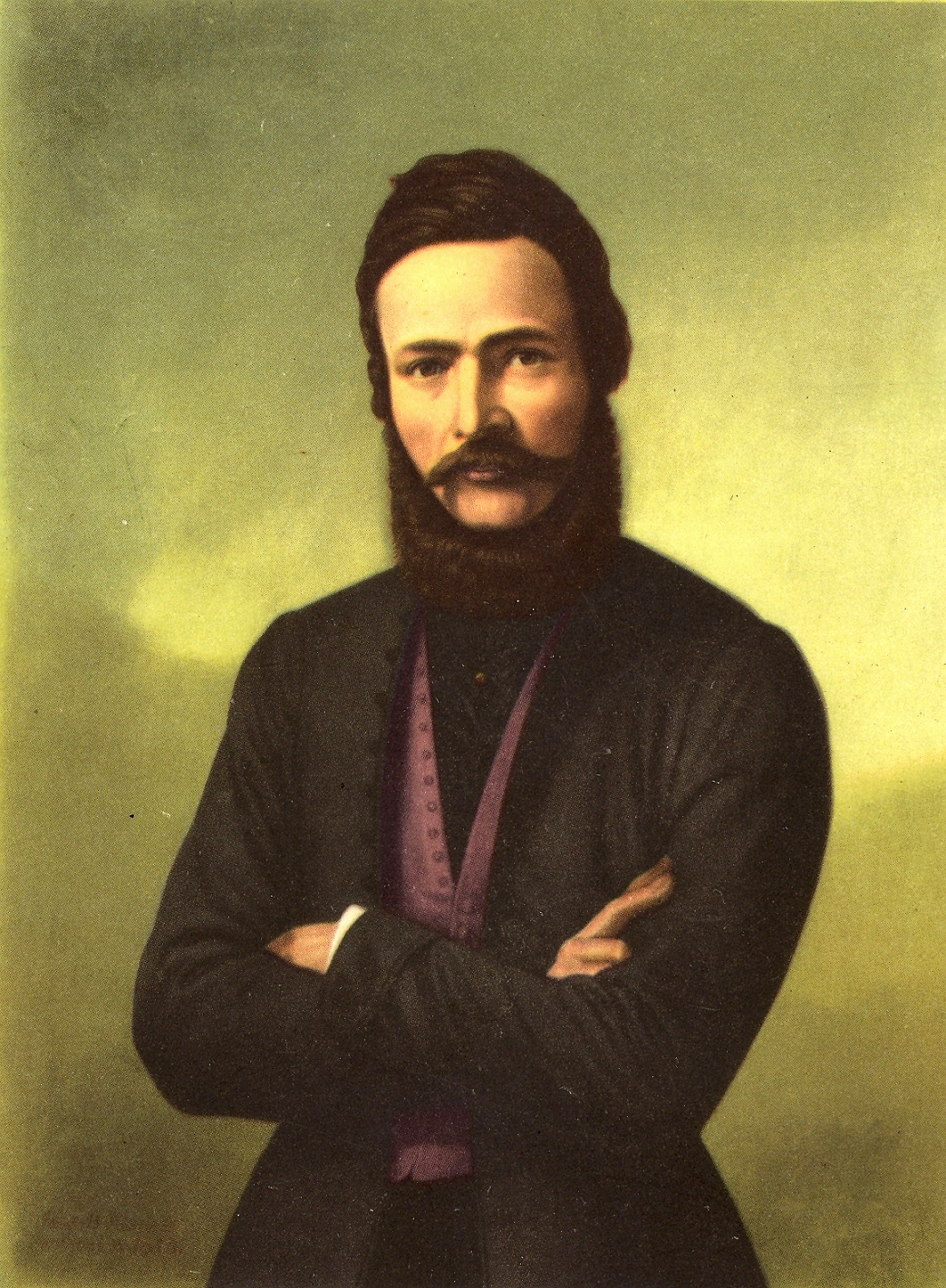
Porträt von Ľudovít Štúr auf einem Gemälde von Jozef Božetech Klemens

Ľudovít Štúr (deutsch auch Ludwig Štúr oder Ludwig Stur; * 29. Oktober 1815 in Uhrovec bei Bánovce nad Bebravou, Königreich Ungarn; † 12. Januar 1856 in Modra bei Pressburg); eigentlich Ludevít Velislav Štúr, war eine herausragende Persönlichkeit der slowakischen Nationalbewegung. Als Philologe, Schriftsteller und Politiker im Kaisertum Österreich kodifizierte er die Grundlagen der heutigen slowakischen Schriftsprache.

## Leben
Ľudovít Štúr kam zur Welt als zweites Kind des Lehrers Samuel Štúr und seiner Gattin, Anna Štúrová, geb. Michalcová. Die Familie Štúr hat ihre Ursprünge in der Stadt Trentschin, ein Mann namens Benedikt Štúr wurde 1558 in einer Matrikel verzeichnet. Samuel Štúr kam 1789 zur Welt im Ort Lubina bei Nové Mesto nad Váhom und zog 1809 als evangelischer Lehrer und Orgelspieler zurück nach Trentschin um. Dort heiratete er seine Gattin Anna, Tochter eines örtlichen Metzgers. Schwierige Lebensverhältnisse in der Zeit der napoleonischen Kriege führten dazu, dass Samuel Štúr im Jahr 1813 eine neue Stelle als Lehrer beim Grafen Zay im Ort Uhrovec annahm.
Ľudovít wuchs in einer bewusst lutherischen Familie auf und erhielt Volksschulbildung in einer Einklassenschule, in der 80 Kinder unterrichtet wurden, von seinem Vater Samuel. Seine Brüder Karol (1811–1851) und Samuel (1818–1861) wurden Pfarrer. Als zwölfjähriger Junge wurde Ľudovít in ein Gymnasium in Raab (Győr) geschickt, um dort vor allem Ungarisch und Deutsch zu lernen. 1829 begann er ein weiteres Studium am Evangelischen Lyzeum in Pressburg (Bratislava). Dort wurde er von Anfang an Mitglied der tschechisch-slowakischen Gesellschaft und mit weiteren Schuljahren ein führendes Mitglied und im Schuljahr 1835/36 stellvertretender Vorsitzender der Gesellschaft. Ein bedeutendes Ereignis war ein patriotisch gesinnter Ausflug mit anderen Gesellschaftsmitgliedern zur Burg Theben am 26. April 1836, zur Erinnerung an die Geschichte des Mährerreichs. Nach dem Ereignis nahm Ľudovít den zweiten, „slawischen“ Namen Velislav an. Nach Studentenunruhen im Jahr 1837 erließ die ungarische Regierung ein Verbot aller Studentengesellschaften im Königreich Ungarn, somit musste die tschechisch-slowakische Gesellschaft ihre Tätigkeit am Lehrstuhl unter Professor Juraj Palkovič fortsetzen. Erst mit dem Wechsel an die Universität Halle 1838 konzentrierte sich Štúr auf Geschichte, Philosophie und Philologie und lernte dort die Philosophie von Hegel und Herder kennen, die seine Weltanschauung maßgeblich beeinflusste.

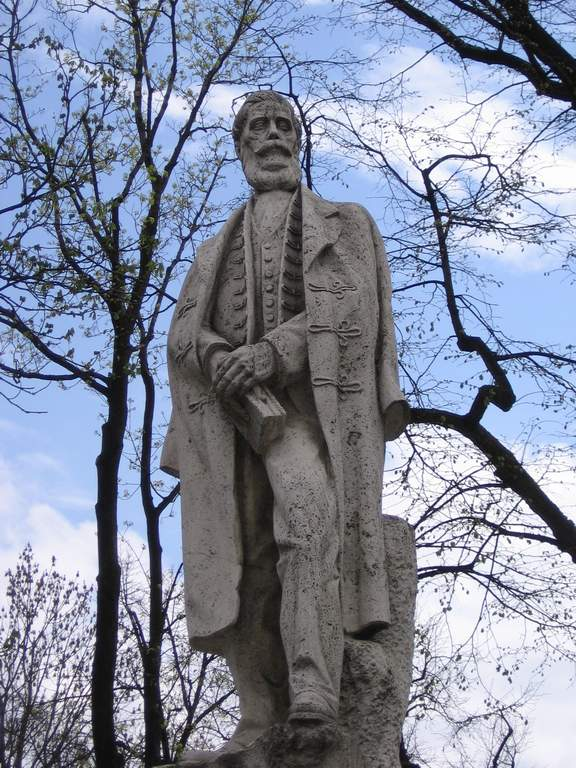
Ľudovít-Štúr-Denkmal in Levoča

Nach dem Universitätsabschluss 1840 übernahm er nach langen Verzögerungen eine Professur für slowakische Geschichte und Literatur am Evangelischen Lyzeum in Pressburg, die er schon als Student vertretungsweise innegehabt hatte. Štúrs Vorlesungen fanden großen Anklang. Dort beeinflusste er unter anderem Paweł Stalmach, den Gründer der polnischen Nationalbewegung im Teschener Schlesien. Als Reaktion auf den immer größer werdenden Druck seitens der magyarischen Vertreter, vor allem des Grafen Karl Zay, der die Idee einer magyarischen Nation im Königreich Ungarn befürwortete, ging Štúr mit seinen Gesellen nach Wien, um dort eine Bittschrift zum Schutz des Lehrstuhls und der slowakischen Nation an den kaiserlichen Hof zu überreichen. Die Bitte wurde umgehend an den ungarischen Palatin weitergeleitet, der alle Forderungen abwies. Im Dezember 1843 wurde Štúr trotz Einsprüchen der Studierendenschaft und von Professoren des Lyzeums wegen seiner antimagyarischen Haltung abgesetzt. Als Protest gegen diese Entscheidung verließen im März 1844 22 Studenten das Lyzeum und gingen nach Leutschau, wo 13 von ihnen ihre Studien beendeten. Während dieses Protestzugs wurde die spätere slowakische Hymne Nad Tatrou sa blýska erstmals öffentlich gesungen.

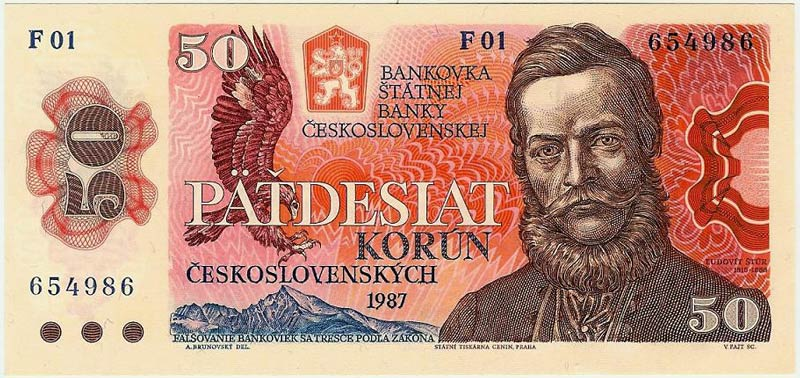
Štúr auf der tschechoslowakischen 50-Kronen-Banknote

Fast zur gleichen Zeit hatte Štúr vor, die römisch-katholischen und evangelischen Bewegungen der Slowaken mithilfe einer gemeinsamen Schriftsprache zu vereinen. Gemeinsam mit Jozef Miloslav Hurban und Michal Miloslav Hodža kodifizierte er im Sommer 1843 bei einem Treffen im Pfarrhaus in Hlboké auf der Grundlage des mittelslowakischen Dialektes die heutige Version der slowakischen Literatursprache durch Einführung einer neuen phonetischen Orthographie. Zur Verbreitung der neuen Literatursprache wurde der Verein Tatrín gegründet, mit der ersten Sitzung im August 1844 in St. Nikolaus in der Liptau. 1845 erhielt Štúr nach jahrelangen Verhandlungen die Erlaubnis, seine Zeitung Slovenskje národňje novini (Slowakische Nationalzeitung) mit der Beilage Orol tatránski (Der Adler von der Tatra) herauszugeben. Die Verwendung von Štúrs Sprachstandard in dieser Zeitung fand viele Anhänger, stieß jedoch auf erbitterten Widerstand von Pavel Jozef Šafárik, Ján Kollár sowie einem Teil tschechischer Patrioten, die dies als Trennung von den Tschechen sahen. Bis dahin war gerade in der Evangelischen Kirche A.B. in der Slowakei die alte tschechische Sprache der Kralitzer Bibel gebräuchlich gewesen. Die Katholiken verwendeten damals noch eine ältere Version der westslowakisch geprägten Literatursprache von Anton Bernolák. Beim Treffen von Tatrín in Čachtice im August 1847 einigten sich maßgebliche Vertreter auf der Nutzung von Štúrs Schriftsprache. Eine Sprachreform von Michal Miloslav Hodža und Martin Hattala im Jahr 1851 führte das etymologische Prinzip in die neue Literatursprache ein. Im Endergebnis erreichte das slowakische Volk seine sprachliche und somit auch kulturelle und nationale Einheit.

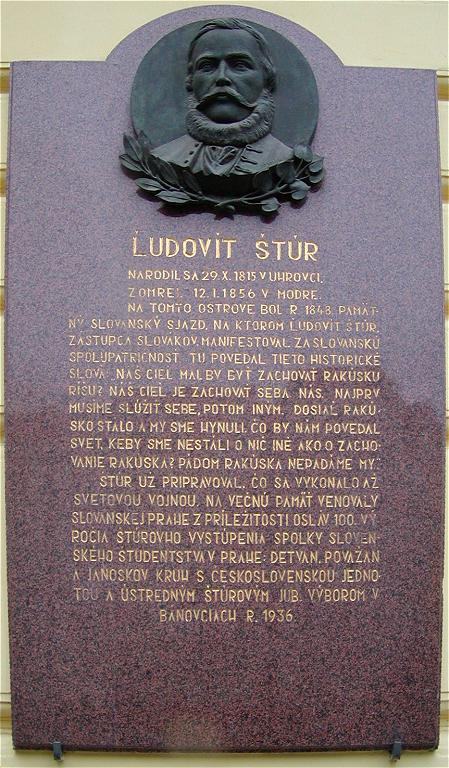
Denktafel an Štúrs Teilnahme am Prager Slawenkongress auf der Sophieninsel (heute Slovanský ostrov) in Prag

1847 wurde Štúr in den ungarischen Landtag in Pressburg als Deputierter für die königliche Freistadt Altsohl gewählt, dort engagierte er sich besonders für die Belange der Slowaken gegenüber den Ungarn. Sein politischer Rivale war vor allem Lajos Kossuth, mit dem er zwar in einigen Sozialfragen gleiche Ansichten teilte, in Nationalitätenfragen aber verfeindet war. Im Revolutionsjahr 1848, in dem die Hofregierung in Wien Zugeständnisse an die ungarische Regierung machen musste (siehe Märzgesetze) und slowakische Vertreter eine verschärfte Magyarisierung befürchteten, verfasste Štúr das slowakische Nationalprogramm Žiadosti slovenského národa (deutsch Forderungen der slowakischen Nation), zugleich wollte er am Slawenkongress in Prag teilnehmen. Trotz eines Haftbefehls der ungarischen Regierung konnte Štúr von Modra, einer Kleinstadt nördlich von Pressburg, über Angern an der March sicher nach Prag kommen. Im weiteren Verlauf, als Štúr immer mehr zum Anhänger des Panslawismus wurde, gründete er den Slowakischen Nationalrat in Wien als das politische Zentralorgan für die Slowakei und organisierte den bewaffneten slowakischen Freiheitskampf seitens des Kaisers (für Details siehe Slowakischer Aufstand). Trotz Anfangserfolgen brachte die Zusammenarbeit mit dem kaiserlichen Hof am Ende nur geringe Zugeständnisse und änderte nichts an der Zugehörigkeit der Slowakei zum Königreich Ungarn. Auch Štúrs Versuche, eine politische Zeitung herausgeben zu dürfen (die Zeitung Slovenskje národňje novini beendete ihre Existenz während der Revolution) sowie den Verein Tatrín offiziell zu registrieren, scheiterten. Enttäuscht von der Haltung Wiens und was er als Scheinheiligkeit des „Westens“ sah orientierte sich Štúrs politisches Programm immer mehr an Russland. Über den serbischen Fürsten Mihailo Obrenović, dessen Gattin zu dieser Zeit ein Landschloss in Ivanka pri Dunaji bei Pressburg besaß, wollte er Kontakte mit dem Kreis um den russischen Philosophen Alexander Iwanowitsch Herzen knüpfen, während er sein auf Deutsch abgefasstes Buch Das Slawenthum und die Welt der Zukunft schrieb.
Nach dem Tod seines Bruders Karol am 13. Januar 1851 an Tuberkulose zog er in dessen Haus in Modra, um dort für die Familie des Verstorbenen (die Witwe und sieben Kinder) zu sorgen, musste aber dort unter Polizeiaufsicht leben. Somit wurden z. B. Reisen in das Schloss in Ivanka heimlich organisiert. Neben publizistischer Tätigkeit und Organisation des slowakischen Schulwesens schrieb er patriotische Gedichte und war auch Sammler und Herausgeber slowakischer Volkslieder und Märchen. Am 22. Dezember 1855 verletzte sich Štúr bei einem Jagdunfall, als er beim Überspringen eines Bachs ausrutschte und sich mit der Flinte ins Bein schoss. Er starb am 12. Januar 1856 in Modra an Folge einer Blutvergiftung durch das in die Muskeln eingedrungene Pulver. Seine Bestattung fand am 15. Januar 1856 in Modra statt, wo er auf dem Friedhof neben dem Grab seines Bruders Karol beigesetzt wurde. Die Bestattungskosten übernahm sein Freund Ján Kalinčiak, der auch alle Verbindlichkeiten von Ľudovít Štúr beglich. Über die Bestattung wurde unter anderem ausführlich in der Beilage Světozor der Zeitung Slovenské noviny vom 2. Februar 1856 berichtet.

## Werke

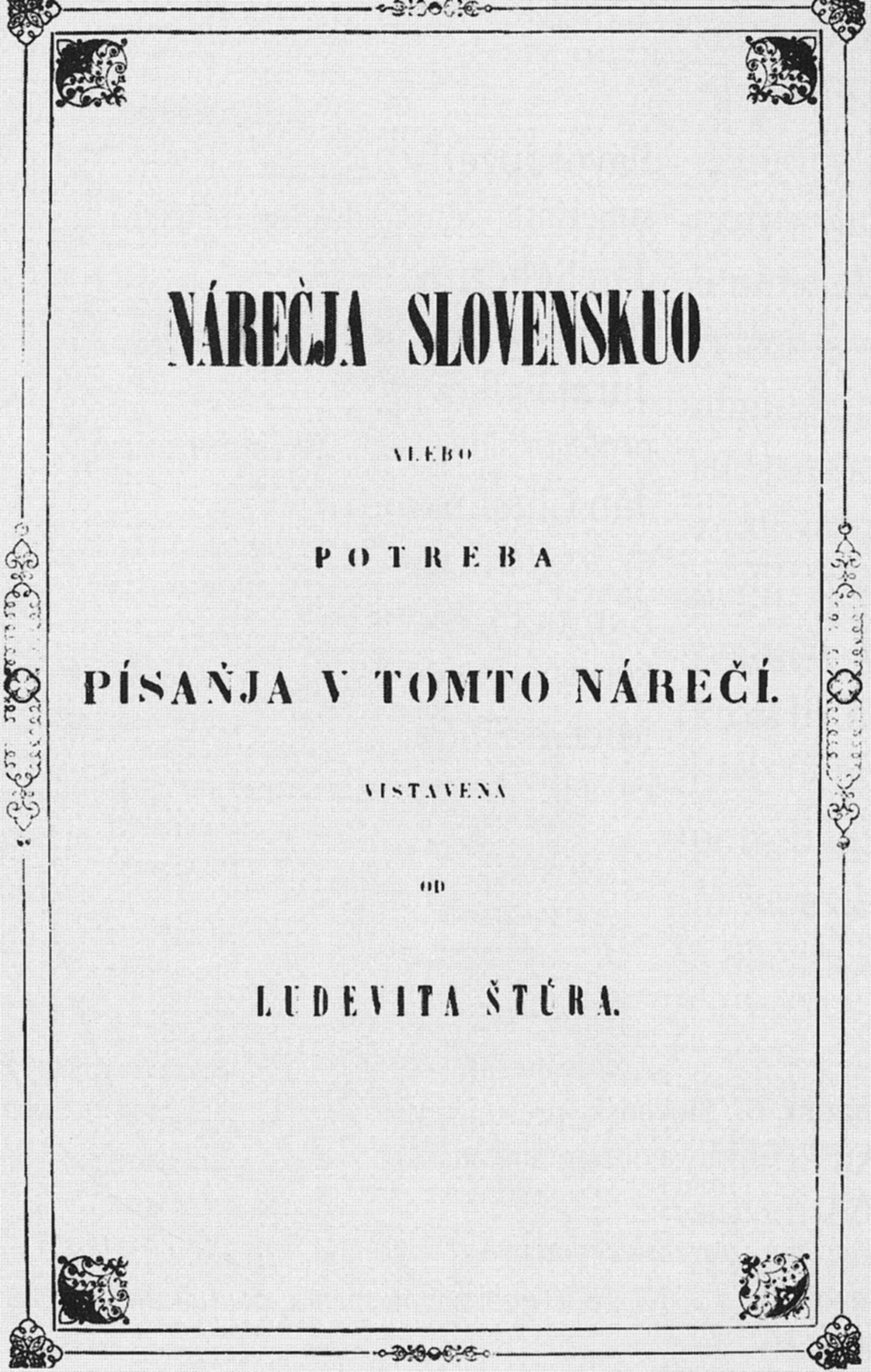
Titelseite des Buchs Nárečja Slovenskuo alebo potreba písaňja v tomto nárečí (1846)

Seine Erstlingswerke (Gedichte) verfasste er 1831 während seiner Studienzeit am Evangelischen Lyzeum in Pressburg. 1835 war er einer der Autoren des Almanachs Plody, 1836 erschien in der Zeitschrift Hronka das erste gedruckte Gedicht Óda na Hronku. Gegen 1837 verfasste er Artikel für Zeitschriften und Zeitungen wie Tatranka, Hronka (slowakisch), Kvéty, Časopis českého musea (tschechisch) sowie Danica und Tygodnik literacki (beide kroatisch). Während seiner Studien in Halle unternahm er eine Reise in die Lausitz und verfasste den Reisebericht Cesta do Lužic vykonaná z jara 1839, der in der Zeitschrift Časopis českého musea publiziert wurde. 1841 schrieb er das auf Alttschechisch verfasste Werk Starý a nový věk Slováků (etwa „Altes und Neues Zeitalter der Slowaken“), das aber erst 1935 in der Originalsprache und 1994 auf Slowakisch publiziert wurde.
Die neue slowakische Schriftsprache legte er durch das Werk Nauka reči Slovenskej (Die Lehre über die slowakische Sprache, 1846) fest und begründete sie durch das Werk Nárečja Slovenskuo alebo potreba písaňja v tomto nárečí (Die Slowakische Mundart oder die Notwendigkeit des Schreibens in dieser Mundart) 1846, geschrieben 1844.
Er verteidigte in mehreren Schriften in deutscher Sprache die Rechte der Slowaken gegen die Angriffe der Magyaren:
- Die Beschwerden und Klagen der Slaven in Ungarn über die gesetzwidrigen Uebergriffe der Magyaren, 1843[9]
- Das 19. Jahrhundert und der Magyarismus, Wien 1845[10]
- Der Magyarismus in Ungarn, 2. Aufl., Leipzig 1848

Von seinen Schriften sind noch Zpěvy i písně (Gesänge und Lieder, Pressburg 1853) und das in tschechischer Sprache abgefasste Werk O národních písních a pověstech plemen slovanských (Über die Volkslieder und Märchen der slawischen Stämme) (Prag 1853) zu erwähnen.
Auch hinterließ er als Manuskript ein deutsch geschriebenes Werk aus den Jahren 1852–53, das eine Darstellung seiner Theorie des Panslawismus enthält und in russischer Übersetzung von Lamanski erschien (Das Slawentum und die Welt der Zukunft) (Moskau 1867, Deutsch 1931, Slowakisch 1993 und 2015).

## Würdigung
- Ihm zu Ehren wurde im Jahr 1948 die Stadt Parkan in Štúrovo umbenannt, obwohl er mit der Stadt sonst keine Verbindung hatte.
- Der Planetoid (3393) Štúr wurde nach ihm benannt.
- In Bratislava ist der ehemalige Krönungshügelplatz nach ihm als Námestie Ľudovíta Štúra benannt.
- Eine Banknote der Staatsbank der Tschechoslowakei im Nennwert von 50 Kronen trug 1987 ein Bildnis des slowakischen Schriftstellers.
- Er ist auf dem von 1993 bis 2008 gültigen slowakischen 500-Kronen-Schein abgebildet.
- Die Slowakische Akademie der Wissenschaften vergibt als höchste Auszeichnung die Ľudovít-Štúr-Goldmedaille.
- In seinem Studienort Halle (Saale) wurde 2004 ein Denkmal im Park der Universitäts- und Landesbibliothek Sachsen-Anhalt aufgestellt.
- Ebenfalls in Halle (Saale) wurde die Ludwig-Stur-Straße nach ihm benannt.
- Zu seinem 200. Geburtstag gab die Slowakei 2015 eine 2-Euro-Gedenkmünze heraus.
- Der Ľudovít-Štúr-Orden ist eine der höchsten Auszeichnungen der Slowakei.